# Дом-музей П. А. Кропоткина
Дом-музей П. А. Кропоткина – отдел музея–заповедника «Дмитровский кремль», посвящённый жизни и деятельности русского революционера-анархиста Петра Алексеевича Кропоткина, располагается в Дмитрове в доме, где учёный прожил свои последние годы жизни (с 1918 по 1921 г.). Открылся для посетителей 6 сентября 2014 года.

## Кропоткин в Дмитрове
Музей расположен в небольшом деревянном доме, построенном в 1896–1898 годах в качестве городской усадьбы Дмитровского уездного предводителя дворянства графа Михаила Адамовича Олсуфьева, сына А. В. Олсуфьева. В мае 1918 года в доме поселился Пётр Кропоткин с супругой Софьей Григорьевной. 

В глубине парка знакомый домик Олсуфьева, в котором живет Кропоткин, — и сердце моё начинает усиленно биться. Я мысленно уже представлял себе, что вот увижу сейчас человека, великого духом, по внешности схожего с Толстым — в рубахе, в простых сапогах… Робко вхожу сзади двух товарищей на терраску и в домик, и в дверях нас встречает радостный, с большой белой-белой бородой старичек, чисто одетый. Я сразу узнал в нем Кропоткина, так как раньше видал его на портретах. В маленькой столовой у него в это время были гости.— Николай Константинович Лебедев
.

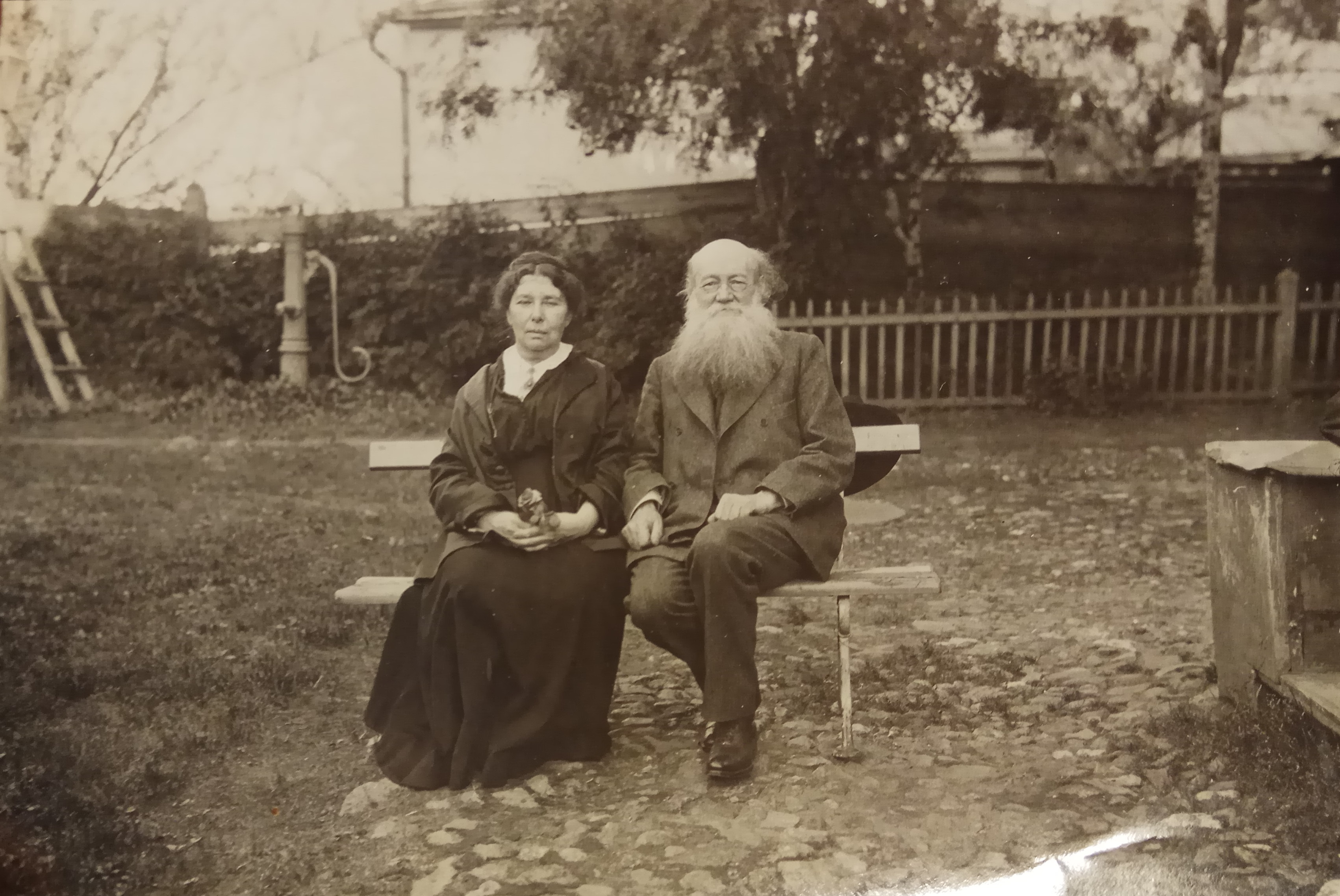
Петр Кропоткин и его жена. Дмитров, 1919.

Несмотря на преклонный возраст и работу над последним трудом «Этика», П. А. Кропоткин принимал активное участие в общественной
жизни города, выступая с докладами на заседаниях Дмитровского союза кооперативов и съезде учителей, помогал в формировании структуры Музея Дмитровского края и сборе экспонатов. Сохранилась фотография, где он запечатлен с организаторами и посетителями музея. Из Дмитрова он пишет письма В. И. Ленину с протестом против практики «заложничества» и недопустимости красного террора, отсюда он едет в Москву на встречу с Лениным.
В начале 1921 года Кропоткин заболел воспалением легких — сказались и холод в плохо отапливаемом доме, и общее состояние его здоровья. 8 февраля 1921 года Петр Алексеевич скончался.

В глубине двора-сада, в небольшом доме, посреди просторной комнаты стоял гроб с телом Кропоткина, покрытый черным кашемировым покрывалом, окаймленным черным же крепом. Вокруг гроба — венки с траурными надписями на черных и красных лентах, много цветов. У изголовья безмолвно стояли, сложа руки на груди, жена покойного Софья Григорьевна и его дочь Александра Петровна. В этом доме графа Олсуфьева (выделившего четыре комнаты для семьи Кропоткина), что стоял на Дворянской улице древнего Дмитрова, жил последние годы Петр Алексеевич. Позади школьников-подростков, стоявших в первых рядах, построились бойцы местного гарнизона со своим сводным оркестром. Над толпами собравшегося народа реяли красные знамёна, отороченные черным крепом, и черные знамёна с красными надписями: «Великому вождю социализма», «Борцу против капитала, за всех угнетенных», «Великому мыслителю, анархисту и революционеру», «Вечная память борцу за угнетенных». На красных же знаменах было очень много эмблем профсоюзов, а надписи указывали лишь, от какой организации знамя. Около часа дня, под звуки марша анархистов, исполненного хором в сопровождении оркестра, вынесли из дома гроб.— российский революционер Виктор Баранченко.
. 
Документальный фильм «Похороны П. А. Кропоткина» (1921) зафиксировал внешний вид дома в Дмитрове, письменный стол учёного и самого Петра Кропоткина на смертном одре.
9 февраля 1921 года газета «Известия» сообщила, что Московский Совет объявил конкурс на устройство мемориальной доски при доме, где жил Петр Кропоткин в Москве, и в Дмитрове, где умер, для увековечения памяти великого революционера. В этом же году на фасаде дома в Дмитрове была установлена памятная доска, выполненная скульптором С.Д. Меркуровым.

## Создание музея

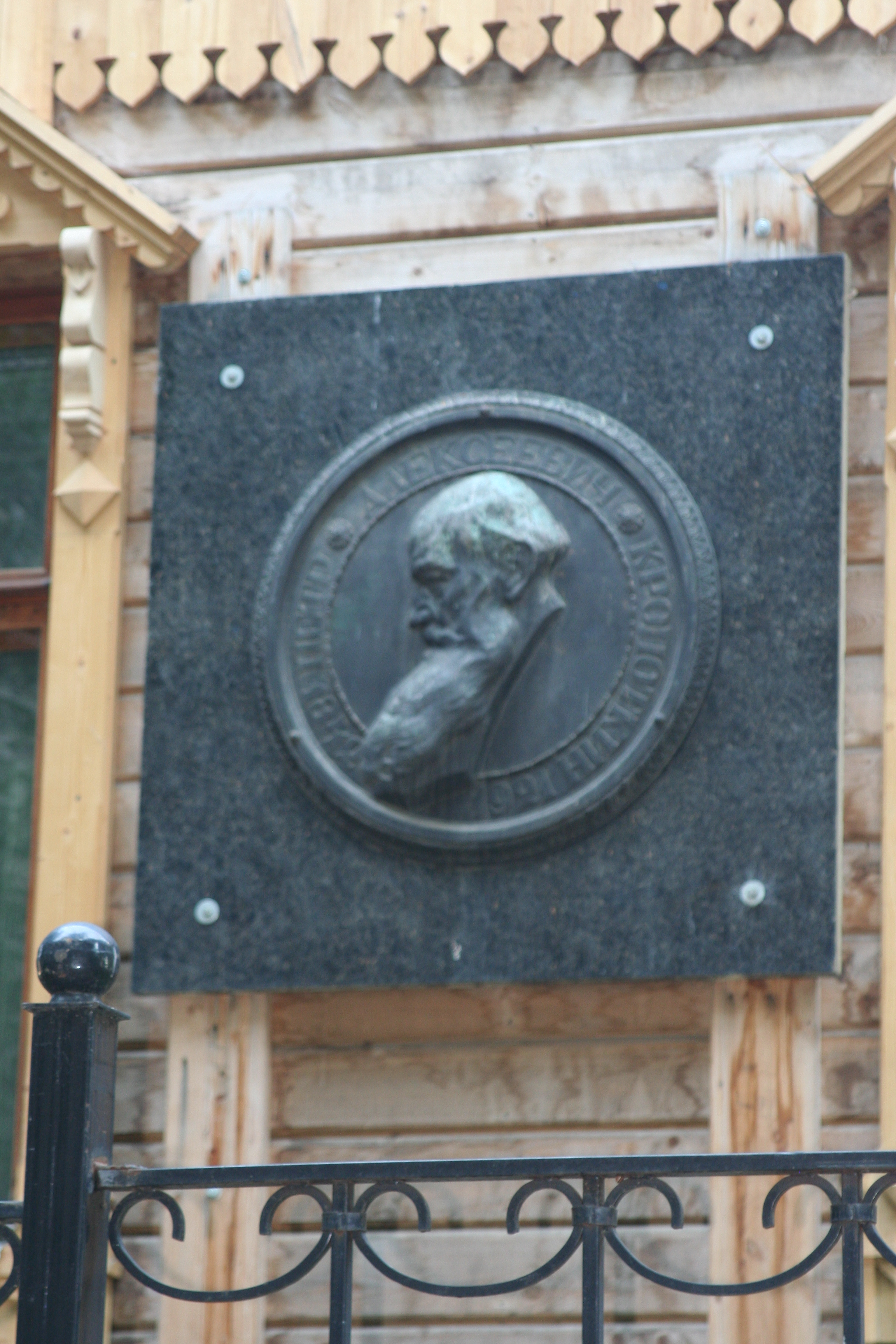
Памятный барельеф на доме
П. А. Кропоткина. г. Дмитров. Скульптор С. Д. Меркуров

В начале 1920-х годов в Дмитрове был открыт мемориальный музей П. А. Кропоткина, первым хранителем которого стала вдова Кропоткина. Софья Григорьевна приезжала сюда на лето из Москвы, принимала посетителей, разбирала архив ученого, вела общественную работу. С 1933 года часть дома занимала семья племянника Кропоткина — офицера Красной армии Николая Матвеевича Поливанова. После его ареста в 1937 году в доме остались жить его жена — учитель-словесник Надежда Николаевна Поливанова с тремя детьми. В 1941 году, после смерти вдовы Кропоткина, музей фактически прекратил свое существование. Когда немецкие войска  вплотную подошли к Москве, Надежде Поливановой удалось сохранить мемориальные вещи — покидая дом в начале 1942 года, она передала предметы в городской музей.
После войны в доме располагались различные учреждения: детский сад, методический кабинет ГОРОНО, отдел культуры исполкома Дмитровского горсовета. Внешний облик здания был утрачен, внутренняя отделка комнат изменена. В 1960–1970-е годы утрачен сад и все надворные постройки, исчезли ограда и ворота.
В 1989 году, накануне 150-летнего юбилея учёного, под председательством академика Л. И. Абалкина была создана Комиссия по научному наследию П. А. Кропоткина при Российской Академии Наук, которая, наряду с другими мероприятиями, включила в свои планы восстановление музеев Кропоткина в Москве и в Дмитрове.
С начала 1990-х годов старший научный сотрудник Дмитровского историко-художественного музея, член Комиссии по научному наследию П. А. Кропоткина Ромуальд Федорович Хохлов (1936–2001), вооружившись поддержкой известных ученых — С. О. Шмидта, Е. В. Старостина, Н. М. Пирумовой начал заниматься вопросом воссоздания музея. В Дмитрове его единомышленником стал Алексей Николаевич Поливанов, внучатый племянник Кропоткина. Было получено согласие администрации города на организацию музея.
В 1991 году через «Литературную газету» коллектив Дмитровского музея обратился к общественности за помощью в собирании материалов для фондов будущего музея Кропоткина, благодаря чему удалось получить десятки редких русских изданий 1906—1920-х годов, ксерокопии и подлинники писем Кропоткина, редкие издания открыток.
План реконструкции музея разрабатывался более 10 лет, пока в 2004 году администрация района не включила Дом Кропоткина в состав музея-заповедника «Дмитровский кремль». В 2005 году музей-заповедник «Дмитровский кремль» стал призером Всероссийского конкурса Министерства культуры РФ и Благотворительного фонда В. Потанина  «Меняющийся музей в меняющемся мире», получив грант за авторский проект Натальи Табуновой «Возвращение Кропоткина».

## Музей сегодня

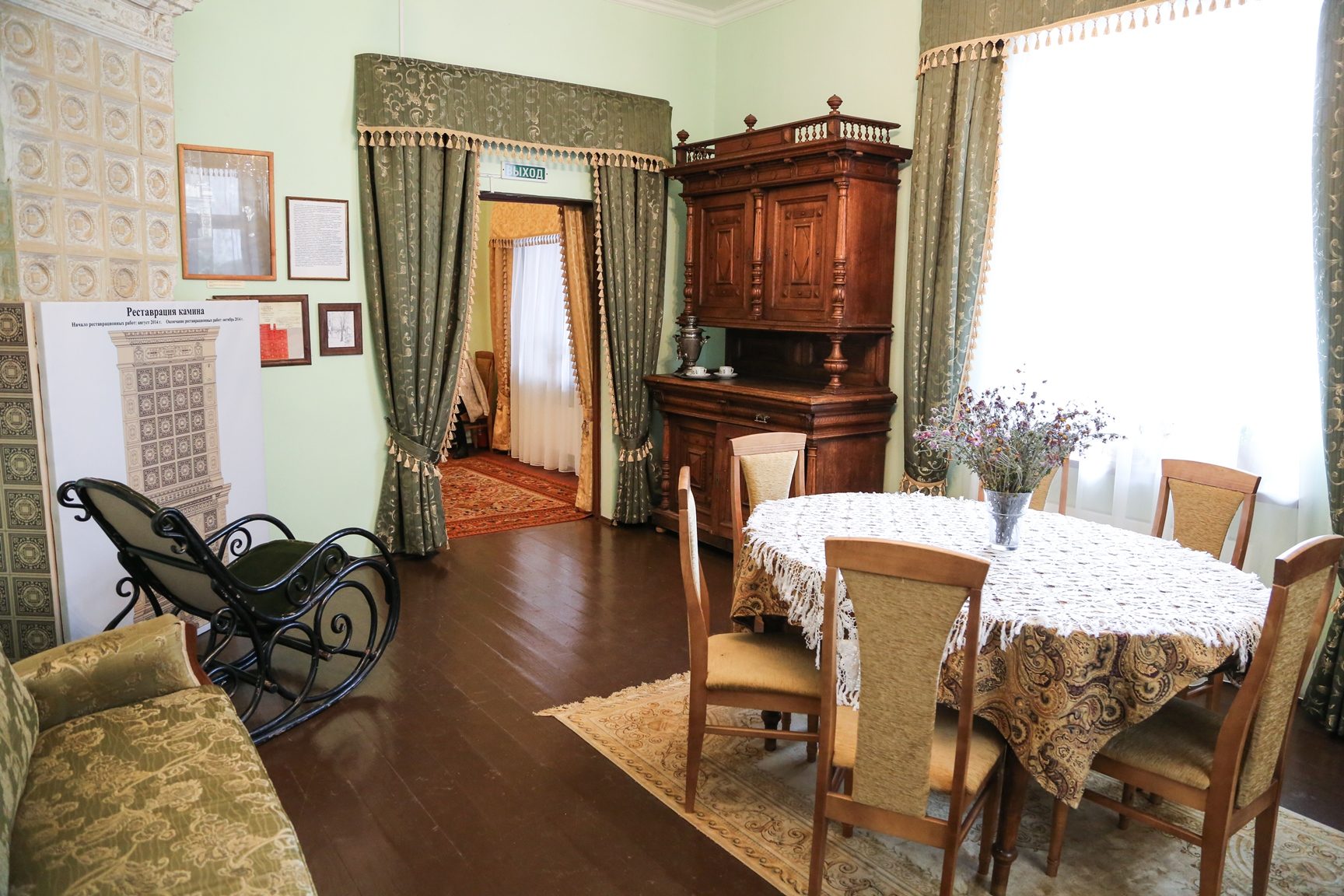
Фрагмент экспозиции дома-музея П. А. Кропоткина

5 сентября 2014 года состоялось торжественное открытие дома—музея П. А. Кропоткина, а 6 сентября он открыл свои двери для посетителей.
Сегодня экспозиция дома-музея занимает два этажа. На первом этаже дома сохранена система комнат: столовая, гостиная, спальня и кабинет. В зале «Столовая» демонстрируются документальные материалы, свидетельствующие о княжеском происхождении Петра Алексеевича, его учебе в Петербургском Пажеском корпусе, службе в Амурском казачьем полку в Сибири. Размещены карты экспедиций, фотографии мест, открытых, благодаря Кропоткину, годы жизни в эмиграции, революционная работа. В «Гостиной» представлены предметы быта, воссоздающие атмосферу дворянского уездного дома конца XIX века, и документы, освещающие жизнь Кропоткина в Дмитрове. В интерьерах помещения особый интерес представляют подлинные печи и камин конца XIX века. Экспозиция «Лекционного зала» рассказывает о зарождении и развитии анархизма, роли Кропоткина в нём, о современном состоянии этого политического движения. В «Кабинете-спальне» воссоздана атмосфера комнаты, в которой скончался Кропоткин. Уникальными экспонатами являются бюст Кропоткина (скульптор Илья Гинзбург, 1920) и его посмертная маска.
Экспозиция второго этажа — является реконструкцией первоначальной краеведческой экспозиции музея Дмитровского края, в создании которой принимал участие П. А. Кропоткин: в ней представлены камни, кости, чучела животных и птиц, гербарии, карты. На веранде дома размещена информация о реставрационной работе, предшествовавшей открытию в нём музея.
Осенью 2020 года Музей-заповедник «Дмитровский кремль» стал победителем конкурса «Общее дело» в номинации «Музеи. Культура. Новая форма» благотворительного фонда Владимира Потанина. Музей представил проект «Огород городить» который будет реализован для расширения музейного пространства в экспозиции дома—музея П. А. Кропоткина. Основой для проекта послужили воспоминания скульптора Ильи Гинзбурга, побывавшего в гостях у Петра Кропоткина в 1920 году.

### Кропоткинские чтения
Музей «Дмитровский кремль» традиционно проводит Международные Кропоткинские чтения, участниками которых становятся отечественные и зарубежные ученые, работники музеев, преподаватели и студенты.
- I  Кропоткинские чтения (24-25 мая 1991)
- II Кропоткинские чтения (1992)
- IV Международные Кропоткинские чтения (8 декабря 2012), посвященные 170-летию со дня рождения П. А. Кропоткина
- V Международные Кропоткинские чтения (9 февраля 2016)[26]
- VI Международные Кропоткинские чтения
- VII Международные Кропоткинские чтения (23 апреля 2021), приуроченные к 100-летию со дня смерти Петра Алексеевича Кропоткина[25]

## Внешние видеофайлы
- Открытие музея Кропоткина // Автономное Действие. 2014. 8 сентября.
- Дом-музей П. А. Кропоткина в Дмитрове (часть первая) // Философский клуб (город Клин). 2018. 14 ноября.
- Музей Кропоткина // Дмитров ТV. 2019. 11 ноября.
- Письма Кропоткина. 2 часть // Дмитровский кремль. 2020. 24 августа.
- Грант дому Кропоткина // Дмитров ТВ. 2020. 26 октября.
- Традиционные «Кропоткинские чтения» // Дмитров ТВ. 2021. 30 апреля